# Mobodarna
Mobodarna är en nedlagd fäbod i Oringsjö naturreservats södra hörn. Den anlades förmodligen kring år 1800 och finns på kartor sedan 1812. Troligen avslutades fäbodbruket under 1940-talet och i början av 1990-talet restaurerades två av de ursprungligen fyra fäbodstugorna och dessutom har två mjölkbodar och ett fähus kunnat bevaras. Framför stugorna, som på lokalt mål kallas ”störrels”, finns två härdar av sten, så kallade blanngäla där vasslan kokades ihop till mese.
Fäbovallen var inhägnad med gärdsgård för att hålla boskapen utanför. Det finns rester av lador på vallen för mellanförvaring av det slagna höet inför vintern. Själva vallen var relativt stor och man kunde under slåttern skörda för minst ett tiotal höhässjor. Nordost om fäbodvallen hade man myrslåtter på den så kallade Landtegsmyran.